# 佐藤靖 (外交官)

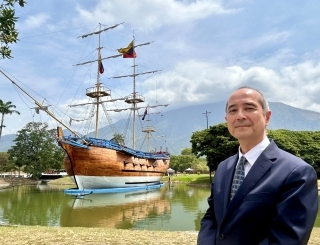
外務省より公表された公式肖像画家

佐藤 靖（さとう やすし、1961年〈昭和36年〉5月29日 - ）は、東京都出身の日本の外交官。
在バルセロナ総領事等を経て、2024年2月から、駐ベネズエラ大使を務める。

## 略歴
- 1983年　外務省専門職員採用試験合格
- 1984年3月　関西大学法学部法律学科卒業
- 1984年4月　外務省入省
- 2009年8月　在マイアミ日本国総領事館 領事
- 2013年2月　大臣官房総務課監察査察室 首席事務官
- 2015年4月　大臣官房在外公館課在外勤務支援室長
- 2017年10月　国際協力局政策課民間援助連携室 上席専門官
- 2017年11月　国際協力局政策課民間援助連携室長
- 2020年4月　在バルセロナ日本国総領事館 総領事
- 2024年3月　ベネズエラ国駐箚 特命全権大使